# Романова, Джанет
Джанет Романова (24 апреля 1933, Оклахома-Сити, штат Оклахома, США — 28 января 2017, Каир, Египет) — американский филолог, исследователь русского языка и литературы, переводчик, полиглот, вдова князя Никиты Никитича Романова.

## Биография
Младшая дочь в семье Эммануила Шонвальда (1903—1976) и его супруги Этель, урождённой Димонд (1907—1995). Внучка оклахомского бизнесмена Дейва Шонвальда (1872—1961), первого президента Национального банка Оклахомы и главы компании Blackwell Oil and Gas Company, сколотившего своё состояние на добыче нефти. Окончила Колумбийский университет по специальности русский язык. В 1959 году работала переводчицей на всемирном молодёжном фестивале молодёжи и студентов в Москве. В дальнейшем выучила японский и монгольский языки. Написала биографию и критический отзыв о жизни и творчестве писателя Василия Розанова. Работала в Сан-Францисском университете, а позднее в Нью-Йорке. В июле 1998 года присутствовала вместе с мужем и сыном на похоронах останков Николая II и его семьи в Санкт-Петербурге.

## Брак и потомство
14 июля 1961 года в Лондоне вышла замуж за князя Никиту Никитича Романова, старшего сына князя Никиты Александровича и княгини Марии Илларионовны. Перед венчанием Джанет перешла из протестантизма в православие с именем Анны Михайловны.
В браке родился один сын:
- Князь Теодор (Фёдор) Никитич (1974—2007) — единственный ребёнок в семье. Князь Федор Никитич изучал классические и древние языки в Колумбийском и Брауновском университетах, где и получил степень магистра с отличием. Он покончил с собой 27 августа 2007 года в Помпано Бич, штат Флорида, выбросившись из окна[4].